# Кононенко, Александр Фёдорович
Александр Фёдорович Кононенко (1 сентября 1944 года, Москва — 18 ноября 2013 года, Москва) — российский учёный-математик, д.ф.-м.н., специалист в области оптимального управления, исследования операций, теории игр и их приложений, профессор МФТИ.

## Биография
Родился 1 сентября 1944 года, в Москве в семье служащего Фёдора Макаровича Кононенко (ум. в 1955) и его супруги Евдокии Даниловны, рабочей.
С 1951 по 1961 г. Александр учился в 122 школе Москвы и окончил её с золотой медалью.
В том же 1961 году он поступил на аэромеханический факультет МФТИ (позже этот факультет разделился на ФУПМ и ФАЛТ).
По сложившемуся в МФТИ обычаю привлечения студентов к научно-исследовательской работе, А. Ф. Кононенко уже с 3-го курса сотрудничал с ВЦ АН СССР и к окончанию института (в 1967 г.) под руководством Никиты Николаевича Моисеева подготовил дипломную работу, посвящённую перелётам к точкам либрации в системе Земля-Луна, сообщение по этой работе в том же году было направлено на XVIII межд. астронавтический конгресс.
По окончании института по специальности «Прикладная математика и вычислительная техника» А. Ф. Кононенко поступил в аспирантуру МФТИ, за период учёбы в которой подготовил ряд научных работ, а также диссертацию на соискание учёной степени кандидата физико-математических наук, посвящённую численным методам решения задач оптимального управления, успешно защищённую в декабре 1970 на научном совете в ВЦ АН СССР.
С 1 сентября того же года А. Ф. Кононенко стал м.н.с. ВЦ АН СССР. В те годы академиком Н. Н. Моисеевым и профессором Ю. Б. Гермейером была предложена информационная теория иерархических систем. К исследованию динамического варианта принятия решений на изучаемых моделях и был привлечён А. Ф. Кононенко. Позже он продолжил разрабатывать и другие вопросы теории иерархических игр, в частности, дифференциальных игр с иерархической структурой, где им были выяснены свойства оптимальных решений в многосторонних динамических конфликтах и получены иные основополагающие результаты.
А. Ф. Кононенко был предложен общий подход к постановке задач при наличии неопределённых факторов и разработаны методы анализа и синтеза рациональных процедур обмена информацией. Совместно с учениками он разработал самобытный подход к операционному игровому сценарному моделированию широкого класса социально-экономических процессов, нашедший применение при решении ряда прикладных задач прогноза и управления в оборонно-промышленном комплексе Российской федерации и в промышленном комплексе г. Москвы.
В 1979 г. А. Ф. Кононенко защитил в ВЦ АН СССР диссертацию на звание доктора физ.-матем. наук по теме «Математические методы анализа динамических систем с иерархической структурой управления».
Ему было присвоено звание профессора по кафедре отраслевых функциональных систем управления (1980) и учёное звание старшего научного сотрудника по спец. «Теория систем, теория автоматического регулирования и управления и системный анализ» (1982).
Александр Фёдорович много времени и сил уделял общественно-научной работе: был учёным секретарём и членом учёного совета Д002.017.04 в ВЦ РАН по защите кандидатских и докторских диссертаций, членом редколлегии сборника «Управление большими системами»,.

## Преподавательская деятельность
В Московском физико-техническом институте преподавал с 1980 г. (ассистент, доцент, профессор). Последние годы также преподавал в Московском государственном открытом университете.

## Награды
- Медаль "В память 850-летия Москвы" (1997)

### Книги и брошюры
- Теоретико-игровые модели принятия решений в эколого-экономических системах / В. А. Горелик, А. Ф. Кононенко. — М. : Радио и связь, 1982. — 145 с.
- Анализ конфликтных ситуаций в системах управления / В. А. Горелик, М. А. Горелов, А. Ф. Кононенко. — М. : Радио и связь, 1991. — 286,[1] с. : ил.; 22 см; ISBN 5-256-00367-4.
- Информационные аспекты принятия решений в условиях конфликта /  М. А. Горелов, А. Ф. Кононенко. — М. : ВЦ РАН, 1994. — 42 с. : ил.; 20 см. — (Сообщения по прикладной математике.).
- Задачи управления производственными корпорациями и операционные игры / А. Ф. Кононенко, В. В. Шевченко. — М. : ВЦ им. А. А. Дородницына РАН, 2004. — 42 с.; 21 см. — (Сообщения по прикладной математике).
- Использование игрового и сценарного моделирования в решении задач управления промышленным комплексом региона / А. Ф. Кононенко, В. В. Шевченко. — Москва : ВЦ им. А. А. Дородницына РАН, 2007. — 48 с. : табл.; 21 см. — (Сообщения по прикладной математике).
- О взаимосвязи операционных игр с классическими игровыми моделями / А. Ф. Кононенко, В. В. Шевченко. — Москва : ВЦ РАН, 2010. — 47, [1] с.; 21 см. — (Сообщения по прикладной математике).
- Операционные игры. Теория и приложения / А. Ф. Кононенко, В. В. Шевченко. — Москва : ВЦ им. А. А. Дородницына РАН, 2013. — 136 с.; 21 см; ISBN 978-5-91601-057-2.

### Диссертации
- Кононенко, Александр Фёдорович. Математические методы анализа динамических систем с иерархической структурой управления : диссертация … доктора физико-математических наук : 05.13.02. — Москва, 1978. — 203 с.[3]

### Избранные статьи
- Решение игры с правом первого хода при неточной информации о цели партнёра / Ф. И. Ерешко, А. Ф. Кононенко. // ЖВМиМФ, 13:1 (1973), 217—221.
- Кононенко А. Ф., Шевченко В. В. О возможностях конструктивно-логического и сетевого представления операционных игр. // УБС, 30.1 (2010),  144–153
- Горелов М. А., Кононенко А. Ф. Динамические модели конфликтов.
  - I. Язык моделирования // Автомат. и телемех., 2014, 11, 127—149
  - II. Равновесия // Автомат. и телемех., 2014, 12, 56-77
  - III. Иерархические игры // Автомат. и телемех., 2015, 2, 89-106